# Jerson Malagón
Jerson Malagón (Bogotá; 26 de junio de 1993) es un futbolista colombiano que juega como defensa. Actualmente milita en Once Caldas de la Categoría Primera A de Colombia 

## Clubes
| Club                | País      | Año           | Part | Goles |
| ------------------- | --------- | ------------- | ---- | ----- |
| La Equidad          | Colombia  | 2012 - 2015   | 42   | 0     |
| Orsomarso           | Colombia  | 2016 - 2017   | 35   | 1     |
| Tigres              | Colombia  | 2017          | 16   | 0     |
| Patriotas Boyacá    | Colombia  | 2018          | 39   | 0     |
| Águilas Doradas     | Colombia  | 2019          | 3    | 0     |
| Patriotas Boyacá    | Colombia  | 2019          | 13   | 0     |
| Deportivo Pasto     | Colombia  | 2020          | 22   | 2     |
| América de Cali     | Colombia  | 2021          | 16   | 2     |
| Santa Fe            | Colombia  | 2022          | 15   | 1     |
| Deportivo Pasto     | Colombia  | 2022-2024     | 65   | 4     |
| Deportivo la Guaira | Venezuela | 2024          | 17   | 1     |
| Once Caldas         | Colombia  | 2025-presente | 21   | 2     |